# Bungwe
Bungwe ist ein Sektor im Osten des Distrikts Burera in der Nordprovinz von Ruanda.

## Geographie
Der Sektor hat eine Fläche von 25,7 km² und liegt auf einer Höhe von etwa 2270 m. Er grenzt im Norden an Uganda. Nachbarsektoren sind im Osten Rubaya, im Südosten Cyumba, im Süden Manyagiro, im Südwesten Gatebe und im Westen Kivuye. Der Sektor unterteilt sich in die vier Zellen Bungwe, Bushenya, Mudugali und Tumba.

## Bevölkerung
Nach Stand der Volkszählung von 2022 liegt die Einwohnerzahl bei 16.322. Zehn Jahre zuvor waren es 14.774, was einem jährlichen Bevölkerungszuwachs von 1,0 Prozent zwischen 2012 und 2022 entspricht.

## Verkehr
Eine District Road verläuft durch den Südosten des Sektors, die außerhalb diesem im Nordosten über Rubaya bis zum Grenzort Gatuna an der Nationalstraße 3 führt.